# Peretoltsjinvulkaan
De Peretoltsjinvulkaan (Russisch: Вулкан Перетолчина, Voelkan Peretoltsjina) is een dode vulkaan in de vallei van de Chigol in de Russische deelrepubliek Boerjatië, gelegen op 3 km van een andere vulkaan, Kropotkin geheten. De voet van de vulkaan ligt op 1970 m, de diameter van de krater is 140 m, en de diepte 30 m. Beneden in de krater is een koud meertje met een diameter van ongeveer 10 m. De top van de vulkaan, evenals de buitenste en binnenste hellingen zijn begroeid met struiken en naaldbossen met sparren en lariksen. Rondom de vulkaan ligt op sommige plaatsen gestolde lava aan de oppervlakte.
De vulkaan is genoemd naar de wetenschapper en onderzoeker Sergej Pavlovitsj Peretoltsjin uit Irkoetsk, die in de buurt stierf onder onopgehelderde omstandigheden